# Mathieu Faivre
Mathieu Jean-Marc Faivre (ur. 18 stycznia 1992 w Nicei) – francuski narciarz alpejski, trzykrotny mistrz świata,brązowy medalista olimpijski i dwukrotny medalista mistrzostw świata juniorów.

## Kariera
Po raz pierwszy na arenie międzynarodowej Mathieu Faivre pojawił się 28 listopada 2005 roku w Val Thorens, gdzie w zawodach FIS Race zajął 41. miejsce w gigancie. W 2010 wystartował na mistrzostwach świata juniorów w regionie Mont Blanc, zdobywając złoty medal w tej samej konkurencji. W zawodach tych wyprzedził Niemca Stefana Luitza oraz Espena Lysdahla z Norwegii. Podczas rozgrywanych rok później mistrzostw świata juniorów w Crans-Montana w tej samej konkurencji wywalczył brązowy medal. Wyprzedzili go tylko jego rodak, Alexis Pinturault oraz Austriak Vincent Kriechmayr.
W zawodach Pucharu Świata zadebiutował 12 marca 2010 roku w Garmisch-Partenkirchen, gdzie zajął dwunaste miejsce w gigancie. Tym samym już w swoim debiucie zdobył pierwsze pucharowe punkty. Na podium zawodów tego cyklu po raz pierwszy stanął 13 lutego 2016 roku w Naeba, kończąc giganta na drugiej pozycji. W zawodach tych rozdzielił Alexisa Pinturault i Włocha Massimiliano Blardone. Najlepsze wyniki osiągnął w sezonie 2016/2017, kiedy zajął 14. miejsce w klasyfikacji generalnej, a w klasyfikacji giganta był drugi.
W 2013 roku wystąpił na mistrzostwach świata w Schladming, gdzie zajął 21. miejsce w swej koronnej konkurencji. Podczas rozgrywanych rok później igrzysk olimpijskich w Soczi uplasował się trzy pozycje niżej. Wystąpił także na mistrzostwach świata w Vail/Beaver Creek w 2015 roku, jednak rywalizacji w gigancie nie ukończył. W 2017 roku wspólnie z kolegami i koleżankami z reprezentacji zdobył złoty medal w drużynie podczas mistrzostw świata w Sankt Moritz. Na igrzyskach w Pjongczang zajął 7. miejsce w gigancie. Rok później na mistrzostwach świata w Åre podobnie jak w Pjongczang wystartował tylko w gigancie, zajmując tym razem 17. pozycję. Kolejne dwa medale wywalczył podczas mistrzostw świata w Cortina d’Ampezzo w 2021 roku. Najpierw zwyciężył w gigancie równoległym, wyprzedzając Chorwata Filipa Zubčića i Loïca Meillarda ze Szwajcarii. Trzy dni później zwyciężył także w gigancie, plasując się przed Włochem Lucą De Aliprandinim i Austriakiem Marco Schwarzem. Ponadto podczas igrzysk olimpijskich w Pekinie w 2022 roku zdobył brązowy medal w gigancie. Wyprzedzili go tylko Szwajcar Marco Odermatt i Žan Kranjec ze Słowenii.

## Osiągnięcia

### Igrzyska olimpijskie
| Miejsce | Dzień     | Rok  | Miejscowość | Konkurencja | Czas    | Strata | Zwycięzca       |
| ------- | --------- | ---- | ----------- | ----------- | ------- | ------ | --------------- |
| 24.     | 19 lutego | 2014 | Soczi       | Gigant      | 2:45,29 | +4,14  | Ted Ligety      |
| 7.      | 18 lutego | 2018 | Jeongseon   | Gigant      | 2:18,04 | +1,95  | Marcel Hirscher |
| 3.      | 13 lutego | 2022 | Pekin       | Gigant      | 2:09,35 | +1,34  | Marco Odermatt  |

### Mistrzostwa świata
| Miejsce | Dzień     | Rok  | Miejscowość       | Konkurencja       | Czas biegu | Strata | Zwycięzca            |
| ------- | --------- | ---- | ----------------- | ----------------- | ---------- | ------ | -------------------- |
| 21.     | 15 lutego | 2013 | Schladming        | Gigant            | 2:28,92    | +4,93  | Ted Ligety           |
| DNF1    | 13 lutego | 2015 | Vail/Beaver Creek | Gigant            | 2:34,16    | -      | Ted Ligety           |
| 1.      | 14 lutego | 2017 | Sankt Moritz      | Drużynowo         | -          | -      | -                    |
| 9.      | 17 lutego | 2017 | Sankt Moritz      | Gigant            | 2:13,31    | +1,05  | Marcel Hirscher      |
| 17.     | 15 lutego | 2019 | Åre               | Gigant            | 2:20,24    | +2,01  | Henrik Kristoffersen |
| 1.      | 16 lutego | 2021 | Cortina d’Ampezzo | Gigant równoległy | -          | -      | -                    |
| 1.      | 19 lutego | 2021 | Cortina d’Ampezzo | Gigant            | 2:05,86    | -      | -                    |

### Mistrzostwa świata juniorów
| Miejsce | Dzień       | Rok  | Miejscowość            | Konkurencja | Czas biegu | Strata | Zwycięzca            |
| ------- | ----------- | ---- | ---------------------- | ----------- | ---------- | ------ | -------------------- |
| 31.     | 4 marca     | 2009 | Garmisch-Partenkirchen | Zjazd       | 1:39,06    | +2,26  | Andy Plank           |
| 20.     | 4 marca     | 2009 | Garmisch-Partenkirchen | Supergigant | 1:16,64    | +1,97  | Manuel Kramer        |
| 32.     | 5 marca     | 2009 | Garmisch-Partenkirchen | Gigant      | 2:18,49    | +8,89  | Alexis Pinturault    |
| 1.      | 31 stycznia | 2010 | Region Mont Blanc      | Gigant      | 2:17,55    | -      | -                    |
| DNF     | 1 lutego    | 2010 | Region Mont Blanc      | Supergigant | 1:29,71    | -      | Maxence Muzaton      |
| DNF1    | 2 lutego    | 2010 | Region Mont Blanc      | Slalom      | 1:30,97    | -      | Reto Schmidiger      |
| 42.     | 4 lutego    | 2010 | Region Mont Blanc      | Zjazd       | 1:19,32    | +2,18  | Mattia Casse         |
| 3.      | 30 stycznia | 2011 | Crans-Montana          | Gigant      | 2:19,62    | +1,09  | Alexis Pinturault    |
| 7.      | 31 stycznia | 2011 | Crans-Montana          | Slalom      | 1:28,54    | +3,09  | Reto Schmidiger      |
| 40.     | 3 lutego    | 2011 | Crans-Montana          | Zjazd       | 1:37,34    | +3,23  | Alexis Pinturault    |
| 4.      | 3 lutego    | 2011 | Crans-Montana          | Kombinacja  | ?          | ?      | Reto Schmidiger      |
| 31.     | 4 lutego    | 2011 | Crans-Montana          | Supergigant | 1:22,43    | +2,74  | Boštjan Kline        |
| 4.      | 2 marca     | 2012 | Roccaraso              | Zjazd       | 1:11,99    | +0,58  | Ryan Cochran-Siegle  |
| DNF     | 3 marca     | 2012 | Roccaraso              | Supergigant | 1:02,73    | -      | Ralph Weber          |
| 4.      | 7 marca     | 2012 | Roccaraso              | Gigant      | 2:39,50    | +0,86  | Henrik Kristoffersen |
| DNF1    | 9 marca     | 2012 | Roccaraso              | Slalom      | 1:38,44    | -      | Santeri Paloniemi    |

### Puchar Świata

#### Miejsca w klasyfikacji generalnej
- sezon 2009/2010: 117.
- sezon 2010/2011: 135.
- sezon 2011/2012: 126.
- sezon 2012/2013: 78.
- sezon 2013/2014: 44.
- sezon 2014/2015: 61.
- sezon 2015/2016: 21.
- sezon 2016/2017: 14.
- sezon 2017/2018: 48.
- sezon 2018/2019: 35.
- sezon 2019/2020: 29.
- sezon 2020/2021: 16.
- sezon 2021/2022: 46.

#### Miejsca na podium w zawodach
1. Naeba – 13 lutego 2016 (gigant) – 2. miejsce
2. Sankt Moritz − 19 marca 2016 (gigant) – 3. miejsce
3. Val d’Isère − 4 grudnia 2016 (gigant) – 1. miejsce
4. Alta Badia – 18 grudnia 2016 (gigant) – 2. miejsce
5. Aspen − 18 marca 2017 (gigant) – 3. miejsce
6. Saalbach-Hinterglemm – 19 grudnia 2018 (gigant) – 3. miejsce
7. Sölden – 27 października 2019 (gigant) – 2. miejsce
8. Bansko – 27 lutego 2021 (gigant) – 2. miejsce
9. Bansko – 28 lutego 2021 (gigant) – 1. miejsce
10. Lenzerheide − 20 marca 2021 (gigant) – 3. miejsce